# الصديق المنتصر
الصديق محمد المنتصر (1912 - 1979) هو سياسي ليبي تقلد عدة مناصب سياسية في فترة المملكة الليبية (1951-1969)، من أهم المناصب التي تقلدها منصب والي ولاية طرابلس و وزير الدفاع، وكان سفير للمملكة الليبية في الولايات المتحدة و أول مندوب للمملكة الليبية في الأمم المتحدة، وشغل أيضا منصب سفير ليبيا بمصر والسعودية وألمانيا في فترات أخرى. هو ابن عم رئيس الوزراء الأسبق محمود المنتصر.

## حياته السياسية
بدأ السيد الصديق المنتصر حياته السياسية في عهد الإدارة البريطانية لليبيا وتولى خلاله عدة مناصب منها كبير متصرفي المقاطعة الشرقية بولاية طرابلس، وبعد الاستقلال صدر مرسوم ملكي بتاريخ 13 يونيو 1953م بتوليه منصب والي ولاية طرابلس، واستمر في منصبه حتى صدور مرسوم ملكي بتاريخ 3 ديسمبر 1954م بقبول استقالته وتعيينه وزيراً مفوضاً تحت الطلب.
عُيّن بعد ذلك سفيراً للمملكة الليبية بالقاهرة، ثم سفير للملكة الليبية بالولايات المتحدة، ثم عُين وزيراً للدفاع بحكومة عبد المجيد كعبار في الفترة بين 26 مايو 1957م و 11 أكتوبر 1958م.
وبعد ذلك تولى عدة مناصب دبلوماسية كسفير لبلده في عدة دول حتى انقلاب معمر القذافي عام 1969 في ليبيا، حيث كان سفير بألمانيا ذاك الوقت، و لم يرجع لليبيا حتى عام 1975م حيث أقام بتونس في ضيافة الرئيس الحبيب بورقيبة أغلب تلك الفترة، وفي عام 1975 رجع إلى وطنه وأقام بمدينة طرابلس حتى وفاته بها بتاريخ 21 مارس 1979م.